# 好きになっちゃダメな人
『好きになっちゃダメな人』（すきになっちゃダメなひと）は、オーイシマサヨシの11作目のシングル。2023年11月1日にポニーキャニオンより発売された。

## 概要
前作『死んだ!』以来約6か月ぶりのリリースとなる。表題曲は、テレビアニメ『お嬢と番犬くん』のオープニングテーマとなっている。2023年9月29日には、表題曲がCDでの発売に先駆けてデジタルシングルとして配信リリースされた。
カップリング曲には、スマートフォン向けアプリゲーム『アズールレーン』の6周年記念ソング「黄金航路」と、オーイシマサヨシワンマンライブ2023東京公演にて披露された9thシングル「ギフト」のライブ音源が収録されており、「黄金航路」は2023年9月15日に配信シングルとしてリリースされていた。

## 収録曲
| 全作詞・作曲: 大石昌良。 |                                          |           |            |          |      |
| #                        | タイトル                                 | 作詞      | 作曲・編曲 | 編曲     | 時間 |
| 1.                       | 「好きになっちゃダメな人」               | 大石昌良  | 大石昌良   | 大石昌良 | 3:40 |
| 2.                       | 「黄金航路」                             | 大石昌良  | 大石昌良   | eba      | 3:24 |
| 3.                       | 「ギフト」(LIVE)                         | 大石昌良  | 大石昌良   |          | 3:18 |
| 4.                       | 「好きになっちゃダメな人」(TV edit.)     | 大石昌良  | 大石昌良   |          | 1:32 |
| 5.                       | 「好きになっちゃダメな人」(Instrumental) | 大石昌良  | 大石昌良   |          | 3:40 |
| 6.                       | 「黄金航路」(Instrumental)               | 大石昌良  | 大石昌良   |          | 3:21 |
| 合計時間:                | 合計時間:                                | 合計時間: | 18:55      |          |      |